# Glen Mills School

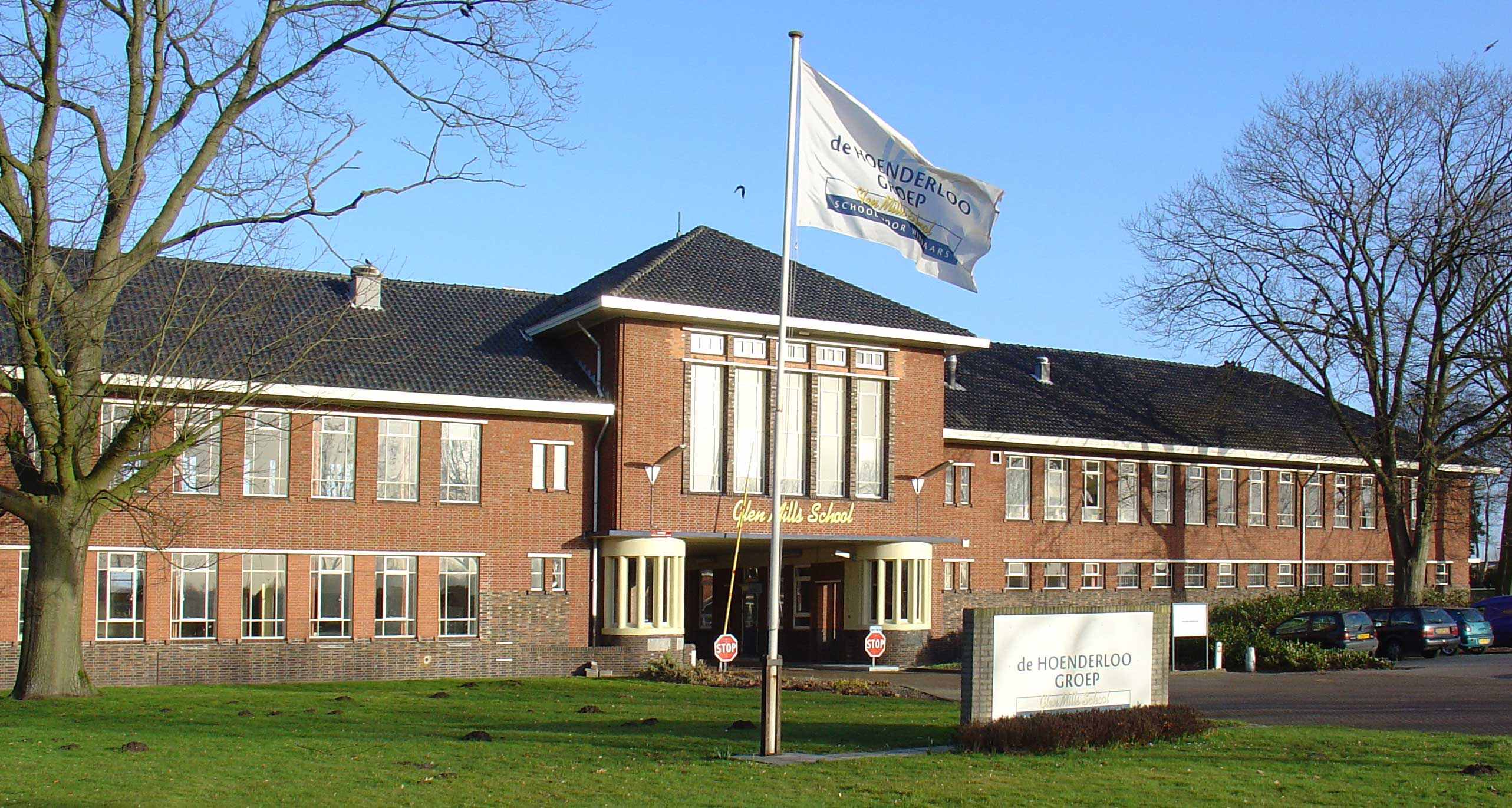
Glen Mills-school van de Hoenderloo Groep in Wezep

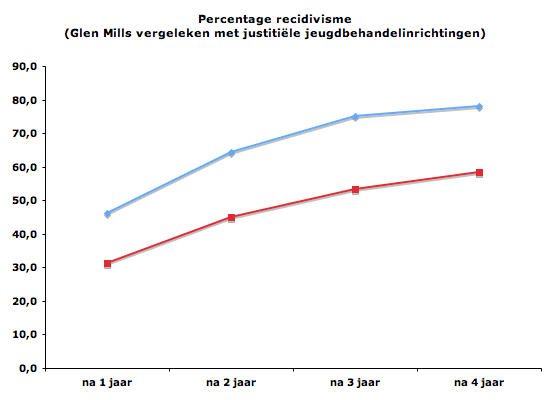
Recidivecijfers vergeleken
Glen Mills
Justitiële jeugdbehandelinrichtingenGrafiek gebaseerd op gegevens van het WODC-rapport Recidivemeting Glen Mills

De Glen Mills School was een 'heropvoedingsschool' naar Amerikaans voorbeeld.

## Geschiedenis
De school werd in juni 1999 officieel geopend en was onderdeel van de Hoenderloo Groep, een instelling voor jeugdzorg en onderwijs. De Glen Mills School was bedoeld voor jongens vanaf 14 jaar die in bendeverband actief zijn en delinquent gedrag vertonen in groepsverband. Het programma van de Glen Mills School sloot nauw aan op hun belevingswereld: sociale status, groepshiërarchie en groepsnormen.
Minister Rouvoet kondigde op 26 november 2008 aan, tijdens een Kamerdebat over de toekomst van de instelling, dat de naam Glen Mills School zou verdwijnen. De nieuwe naam werd De Sprint. In het boek Glen Mills. Het verhaal van een omstreden experiment, over tien jaar Glen Mills in Nederland, toonde de directie van de Amerikaanse Glen Mills zich zeer kritisch over de veranderingen in de methode. Op de Glen Millsschool in Wezep verbleven 110 jongens. De school was gevestigd in het Willem de Zwijgercomplex aan de Zuiderzeestraatweg en was opgezet als een campus naar Amerikaans model.
In maart 2010 besloot de Hoenderloo Groep definitief per 1 juli 2010 te stoppen met het behandelprogramma op "De Sprint" (voorheen Glen Mills). Daarmee kwam een einde aan deze vorm van jeugdzorg in Wezep. Tijdens de leegstand werd het complex beheerd door een antikraakorganisatie.
Het gebouw is in 2016 verbouwd tot appartementencomplex met 90 appartementen, een restaurant, sportschool en een verzorgingshuis voor demente ouderen. Deze nieuwe invulling, onder de naam "Parc de Zwijger", lijkt op een Gated community naar Amerikaans voorbeeld. Zo is het complex afgesloten met slagbomen, hekken en beveiligd met pincodes en camera's zodat alleen bewoners het complex kunnen betreden.

## Onderzoek naar de effectiviteit van Glen Mills
Onderzoek van het Wetenschappelijk Onderzoek- en Documentatiecentrum (september 2007) van het ministerie van Justitie toonde aan dat de Glen Mills School niet succesvoller was dan andere vormen van jeugdhulpverlening. Na vier jaar bleek 78% van deze jongeren recidivist te zijn. Dit percentage was hoger dan bij andere inrichtingen, maar de behandelde groep was zwaarder.
Als reactie op dit voor de Glen Mills School teleurstellende resultaat deelde de Hoenderloo Groep mee de nazorg aan de behandelde jongens te willen intensiveren.
De Amsterdamse hoogleraar sociaal-pedagogische hulpverlening Peter van der Laan was van oordeel, dat de methodiek van de Glen Mills School wetenschappelijk niet onderbouwd was. Hij sprak zijn bevreemding uit over het feit, dat het zo lang duurde eer ook de politiek erkende dat dit niet is wat we willen.

## Oordeel van de inspecties jeugdzorg en onderwijs
De inspecties jeugdzorg en de onderwijsinspectie constateerden in een gezamenlijk rapport d.d. december 2007, dat de Glen Millsaanpak een matig risico op een onveilig leef-, behandel- en werkklimaat had voor de jongeren en voor het personeel van de inrichting en de daaraan verbonden school.
- Zo was er onvoldoende extern toezicht op de werkwijze binnen de Glen Mills School.
- Glen Mills handelde in strijd met de Wet op de Jeugdzorg omdat er ten aanzien van het vasthouden van agressieve jongeren geen klachtenregeling was getroffen en er geen onafhankelijke vertrouwenspersoon was aangesteld. Verder was niet geregeld hoelang en op welke wijze jongeren vastgehouden mochten worden. Trainingen voor het personeel op dit onderdeel waren intern, waardoor een kritische reflectie op het handelen van de organisatie onvoldoende was. Risicovolle patronen konden hierdoor in stand worden gehouden.[11]

## Zwartboek
De SP opende in het voorjaar van 2008 een meldpunt waar jongens en medewerkers van de Glen Mills School hun ervaringen met de school konden delen. Dit leidde in juni 2008 tot het uitbrengen van een zwartboek met tientallen klachten over de aanpak van de Glen Mills School. Volgens het zwartboek leidden de zogenaamde holdings (het vastpakken en tegen de grond drukken van jongeren) regelmatig tot mishandeling. Ook werd, volgens dit zwartboek, door de school op grote schaal gefraudeerd met onderwijsresultaten en werden er regelmatig jongens toegelaten die vanwege hun achtergrond (te jong, seksueel delict, doof) nooit op de school toegelaten hadden mogen worden. Eerder werd al bekend dat de holdings niet mochten worden toegepast in een open inrichting als de Glen Mills School.
Volgens een persbericht van het ANP bleek, dat de Glen Mills School in 2007 183 keer en in de eerste maanden van 2008 57 keer de holding had toegepast. Volgens de verantwoordelijk minister Rouvoet van Jeugdzaken was dit niet toegestaan en hij overwoog om van deze school een zogenaamde gesloten instelling voor jeugdzorg maken, waar het gebruik van dit soort correctiemethoden wel zou zijn toegestaan.

## Rapport Sociaal en Cultureel Planbureau
Volgens een rapport van het Sociaal en Cultureel Planbureau heeft heropvoeding in een residentiële setting (zoals de Glen Mills School) meer averechtse dan positieve effecten. Deze vorm van heropvoeding verhoogt juist de kans dat jongeren opnieuw de fout ingaan bij terugkeer in de samenleving.

## Trivia
De film Cool! van Theo van Gogh werd gedeeltelijk opgenomen in de Glen-Millsschool. Aan de film, die gefinancierd werd door de Hoenderloo Groep, werkten diverse pupillen van de school en andere jeugdinrichtingen mee. De toenmalige minister van Financiën Zalm speelde in deze film de rol van bankdirecteur.